# Diadasina paraensis
Diadasina paraensis är en biart som först beskrevs av Adolpho Ducke 1913.  Diadasina paraensis ingår i släktet Diadasina och familjen långtungebin. Inga underarter finns listade i Catalogue of Life.